# マダガスカルトキ
マダガスカルトキ（学名:Lophotibis cristata）は、ペリカン目トキ科に分類される鳥類の一種である。本種のみでマダガスカルトキ属を構成する。

## 分布
マダガスカル特産種。

## 形態
体長約70cm。背中および体の下面は黄褐色もしくは赤褐色。頭部、腰、御は紫色の光沢のある黒色。翼は白色。
顔の皮膚が裸出している部分は赤く、嘴は緑色。後頭部に長い房状の冠羽がある。
幼鳥は、成鳥に比べて顔の裸出部が少なく、頭上が黒みがかっている。

## 生態
森林に生息する。餌の採食時には水の少ない川の周辺や、落葉の多い地上などに集まる。
昆虫類・クモ類・爬虫類を捕食する。
繁殖時は小さなコロニーを形成すると言われる。巣は高い樹木の枝上に作られ、1腹2-3個の卵を産む。

## 亜種
以下の2亜種に分類される。
- Lophotibis cristata cristata
- Lophotibis cristata urschi